# Magnus Svensson (pianist)
Magnus Svensson, född 1972, är en svensk pianist, främst verksam som ackompanjatör. 
Magnus Svensson började spela orgel och cello, men fastnade till slut för pianot. Han studerade vid Kungliga Musikhögskolan i Stockholm och tog diplom 1998 som "skolans bäste elev". Hans lärare var bland andra Staffan Scheja och professor Stella Tjajkovski. Han har vid olika tillfällen varit ackompanjatör till bland andra Christina Nilsson, Johanna Wallroth, Iréne Theorin, Elin Rombo, Camilla Tilling, Katarina Karnéus, Anna Larsson, Karl-Magnus Fredriksson, Ann Hallenberg, John Lundgren och Ida Falk Winland. Han har fler gånger än någon annan varit ackompanjatör i TV-programmet Kulturfrågan Kontrapunkt.